# Feucht
Feucht est une commune de Bavière (Allemagne), située dans l'arrondissement du Pays-de-Nuremberg, dans le district de Moyenne-Franconie. Cette ville entourée de bois se trouve au cœur de la vallée verdoyante du Gauchsbach, orientée du nord-est au sud-ouest. Le Gauschbach, canalisé en 1928 puis doté d'une cuvette en béton, a depuis fait l'objet de nombreuses mesures de restauration et son cours méandre à nouveau.
C'est vraisemblablement entre le VIIIe et le Xe siècle que la cour ducale d'Altdorf décida d'y établir un couvent. Le toponyme apparaît pour la première fois dans un décret de 1189, comme terre vassale de la marche de Nuremberg. Feucht contrôlait à partir des XIe - XIIe siècle une barrière d'octroi défendant le pont du Schwarzach à Ochenbruck.
Le toponyme vient du vieux haut-allemand viuhtje - fichta, qui désigne dans cette langue (prononcer Féichdn) l'épicéa. Les armoiries de la ville représentent l’arbalétrier s'appuyant sur un écu avec l'arme à l'épaule. L'écu représente une ruche sur champ vert. Feucht, par sa position au cœur de la forêt royale, était au Moyen Âge un des centres de production du miel (Zeidlerei). Le miel liquide (en alld. feucht) est l'un des ingrédients du fameux Nürnberger Lebkuchen.
En 1296, les apiculteurs élisaient un maître-artisan et disposaient de leur propre juridiction. En 1350 ils obtinrent de nouveaux privilèges de l'empereur Charles IV : une cour de justice (jusqu'en 1796) et des droits exclusifs.
La décadence de la lignée des Hohenstaufen entraîna la désagrégation de la marche d'empire, et la vacance du pouvoir permit aux burgraves et à la Ville libre d'Empire de Nuremberg de prendre le contrôle de la région.

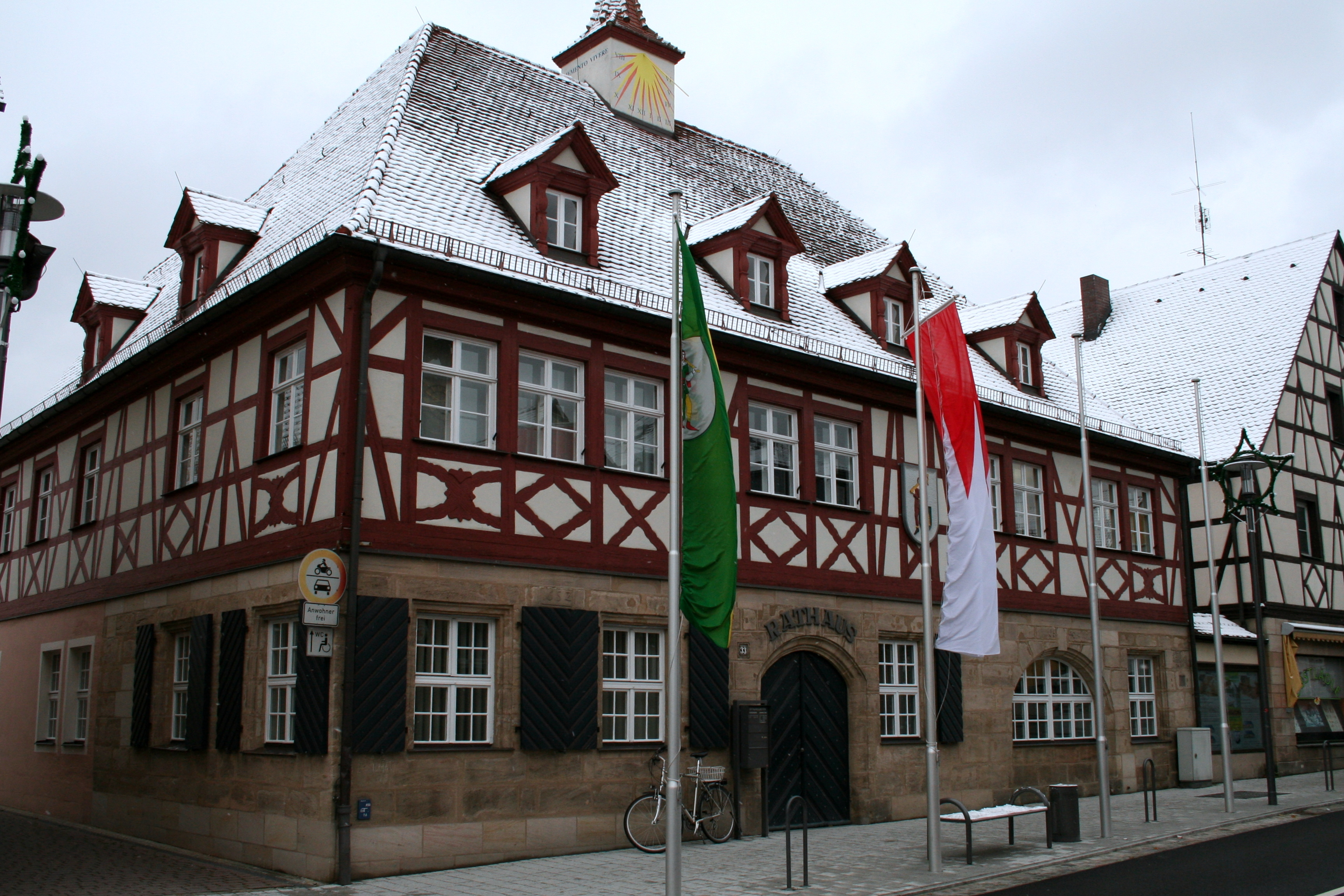
L'hôtel de ville
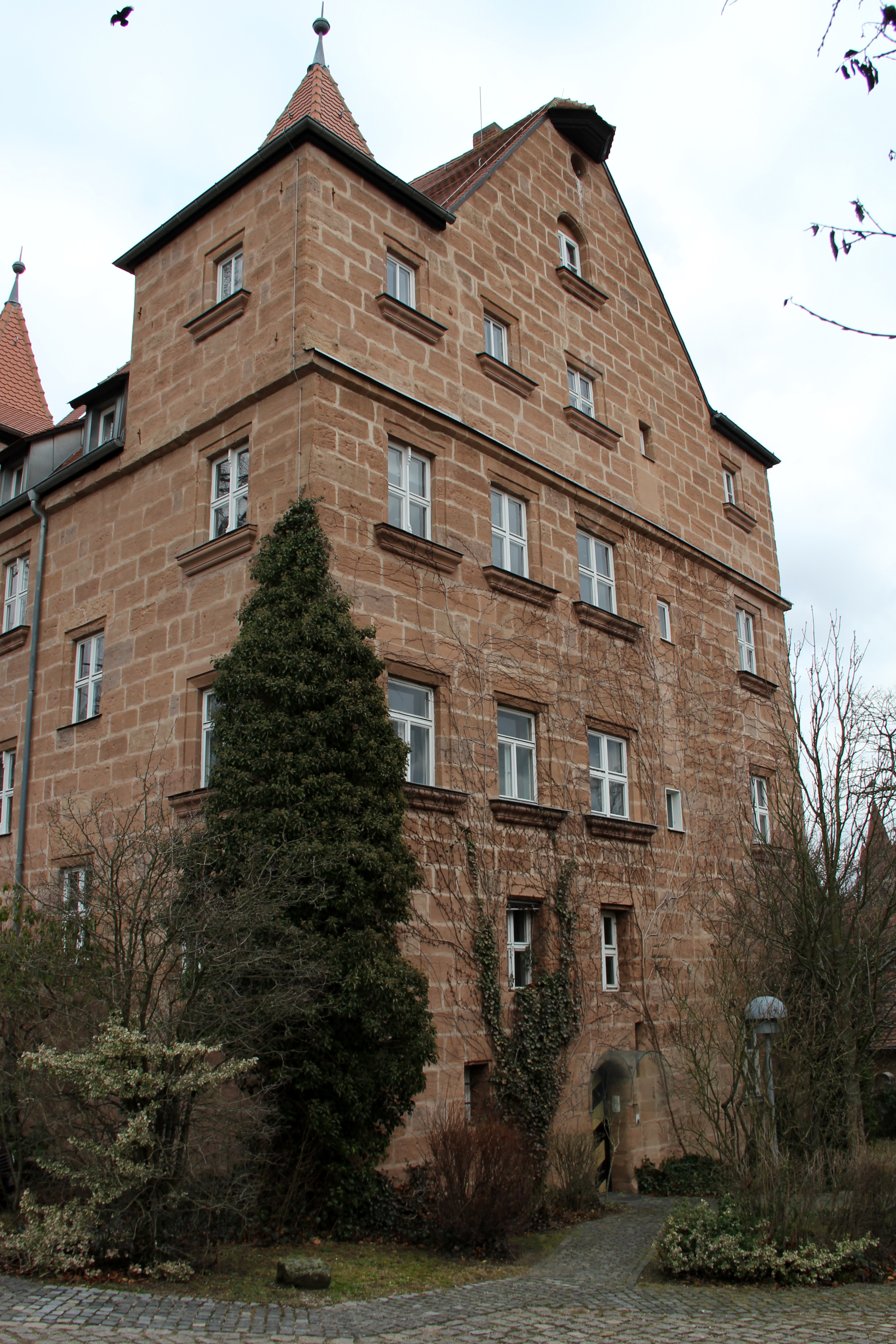
Le château de Pfinzing
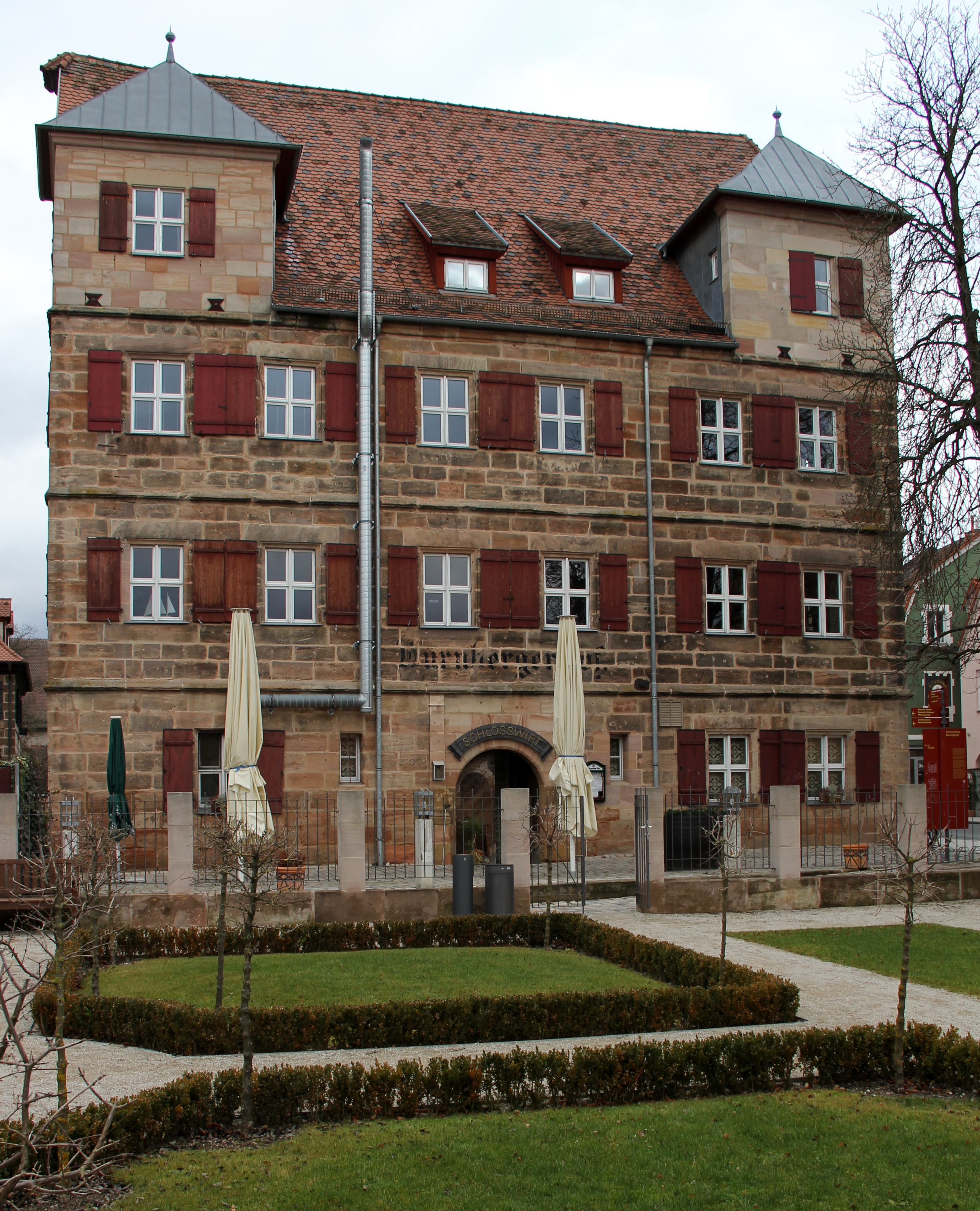
Le château Tucher (fin XVIe siècle)
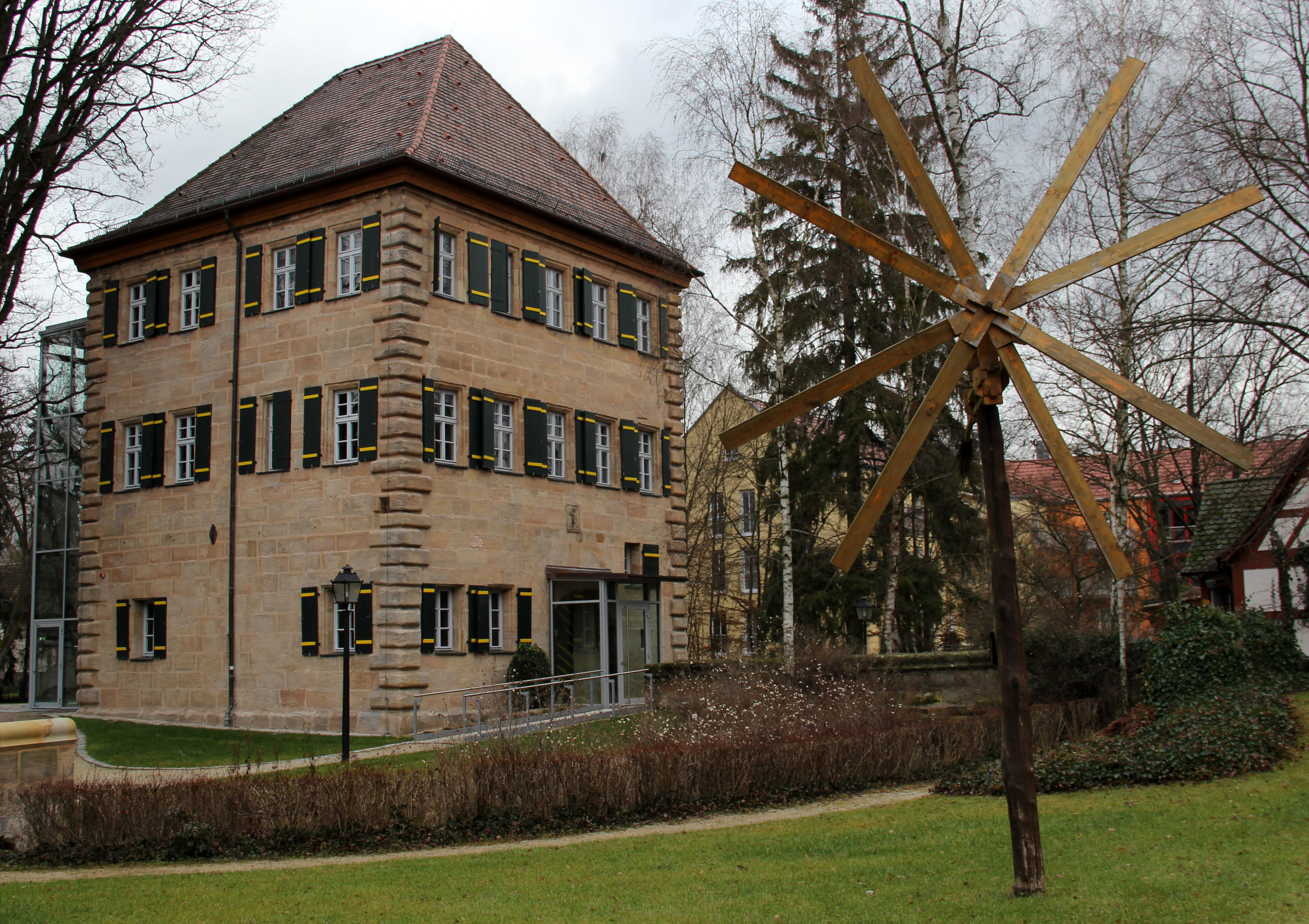
Le château Zeidler